# Até Aqui
Até Aqui é o segundo álbum da banda Replace, foi gravado no Estúdio Midas e produzido por Rick Bonadio.

## Faixas
| N.º | Título                           | Duração |  |
| 1.  | "Sempre Que Sai o Sol"           |         |  |
| 2.  | "Intensidade"                    |         |  |
| 3.  | "Em Dobro"                       |         |  |
| 4.  | "Nosso Tempo"                    |         |  |
| 5.  | "Meu Silêncio (Part. Gee Rocha)" |         |  |
| 6.  | "Depois de Amanhã"               |         |  |
| 7.  | "Como Chegamos a Planejar"       |         |  |
| 8.  | "Ponto de Paz"                   |         |  |
| 9.  | "Ela, Talvez"                    |         |  |
| 10. | "Melhor Assim"                   |         |  |
| 11. | "A Estrada"                      |         |  |
| 12. | "Verdadeiro Valor"               |         |  |
| 13. | "Entre Nessa Vibe"               |         |  |
| 14. | "Até Aqui"                       |         |  |

## Singles
| Ano  | Single         | Paradas     | Paradas        | Álbum    |
| Ano  | Single         | BRA Hot 100 | BRA Hit Parade | Álbum    |
| ---- | -------------- | ----------- | -------------- | -------- |
| 2010 | "Ponto de Paz" | 39          | -              | Até Aqui |
| 2011 | "Nosso Tempo"  | -           | -              | Até Aqui |

## Desempenho

### Desempenho na parada
| País/Parada musical  | Melhor posição |
| -------------------- | -------------- |
| Brasil - TOP 20 ABPD | 13             |